# David Lee (Volleyballspieler)
David Cameron Lee (* 8. März 1982 in Alpine) ist ein US-amerikanischer Volleyballspieler.

## Karriere
Lee begann seine Karriere 2001 im Team der California State University, Long Beach, in dem er bis 2004 spielte. 2003 gab er sein Debüt in der US-amerikanischen Nationalmannschaft. 2005 gewann der Mittelblocker mit dem US-Team die NORCECA-Meisterschaft. Anschließend wechselte er für eine Saison zu Rennes Volley, bevor er in die Türkei zu Halkbank Ankara ging. 2007 gelang die Titelverteidigung bei der kontinentalen Meisterschaft. 2008 gewannen die USA mit Lee zunächst die Weltliga, ehe sie sich im Finale des olympischen Turniers gegen Brasilien die Goldmedaille sicherten. In der folgenden Saison spielte Lee in der italienischen Liga bei Pallavolo Modena. Nach der Vizemeisterschaft der NORCECA wechselte er 2009 zum russischen Verein VK Lokomotiv Nowosibirsk und 2010 innerhalb der Liga zu VK Kusbass Kemerowo. 2011 wurde er mit dem US-Team erneut Zweiter in der Kontinentalmeisterschaft. Anschließend wurde er von VK Dynamo Moskau verpflichtet. Mit dem neuen Verein gewann Lee 2012 den CEV-Pokal. Er stand im Kader für die Olympischen Spiele in London.